# (3318) Blixen
(3318) Blixen ist ein Asteroid des Hauptgürtels, der am 23. April 1985 von den dänischen Astronomen Poul Jensen und Karl Augustesen am Brorfelde-Observatorium (IAU-Code 054) in der Nähe von Holbæk entdeckt wurde.
Der Asteroid gehört zur Eos-Familie, einer Gruppe von Asteroiden, welche typischerweise große Halbachsen von 2,95 bis 3,1 AE aufweisen, nach innen begrenzt von der Kirkwoodlücke der 7:3-Resonanz mit Jupiter, sowie Bahnneigungen zwischen 8° und 12°. Die Gruppe ist nach dem Asteroiden (221) Eos benannt. Es wird vermutet, dass die Familie vor mehr als einer Milliarde Jahren durch eine Kollision entstanden ist.
(3318) Blixen wurde 1985 anlässlich ihres 100. Geburtstags nach der dänischen Schriftstellerin Karen Blixen (1885–1962) benannt.